# كرم هتيمانيم
كرم هتيمانيم (כרם התימנים) حي يقع في وسط تل أبيب، إسرائيل. يقع الحي بجوار سوق الكرمل.

## التاريخ
تأسس كرم هتيمانيم عام 1906 على يد مهاجرين يهود يمنيين على أراضٍ تعود ملكيتها لأهارون شالوش ويوسف مويال وحاييم أمزلاغ. كان حيًا فقيرًا، حيث بُنيت العديد من منازله المكونة من طابق واحد بمواد رخيصة مثل العوارض الخشبية والأسقف الصفيحية. في عام 1926، افتتحت المنظمة النسائية الصهيونية العالمية التطوعية مركزًا لرعاية الأطفال في الحي، تديره ممرضتان أُرسلتا إلى إنجلترا لدراسة الرعاية الصحية للأمهات الشابات والأطفال.
في أوائل سبعينيات، تأسست فرقة "ليهاكات تسليليه كرم هتيمانيم" (أصوات الكروم) على يد عازف الجيتار في كرم هتيمانيم، موشيه بن موش، والمغني يوسف "دكلون" ليفي، وهي فرقة حققت شهرة واسعة في جنوب تل أبيب وخارجها.
شهد كرم هتيمانيم حديثاً عملية تجديد عمراني. وحل محل العديد من السكان الأصليين سكان فرنسيين وأجانب اشتروا عقارات هناك للاستثمار. ولا يزال الحي موطنًا لمطاعم يمنية تقليدية. وفي عام 2004، أصبح برج ليف هاير أطول مبنى في الحي، ويضم مكتبة عامة ومكاتب والعديد من الشركات التجارية. يغلب على الحي الطابع الديني، حيث تُغلق المطاعم أبوابها يوم السبت.
أصدر مغني الثمانينيات إسرائيلي يمني زوهر أرجوف الذي نشأ في ريشون لتسيون ألبومًا غنائيًا بعنوان "بكرم هاتيمانيم" احتفاءً بأهمية الحي في الثقافة الإسرائيلية اليمنية.

## أصل الاسم
وفقًا للرواية، فإن الاسم الأصلي للحي هو "كرم العنب اليمني"، ويعود أصله إلى الحارس اليمني الذي كان يحرس كرم يوسف مويال.